# Peucezio
Peucezio (in greco antico: Πευκέτιος?, Peukétios) è un personaggio della mitologia greca. Fu l'eponimo dei Peucezi.

## Genealogia
Figlio di Licaone.
Non risulta essere stato sposato o padre.

## Mitologia
Si trasferì nel sud dell'Italia assieme al fratello Enotro e sarebbe sbarcato con quest'ultimo in Italia nei pressi del Promontorio Iapigio e vi avrebbe fondato una colonia arcade.
Secondo Dionigi di Alicarnasso la popolazione dei Peucezi deriverebbe da lui il suo nome.
Secondo le tradizioni greca e romana, questa fu la prima spedizione dalla Grecia per fondare una colonia ed avvenne molto prima della guerra di Troia ed il successivo viaggio di Enea.